# Merchweiler
Merchweiler település Németországban, azon belül Saar-vidék tartományban. Lakosainak száma 9900 fő (2023. december 31.).

## Népesség
A település népességének változása:
| Lakosok száma | 12 627 | 9966 | 9905 | 9672 | 9843 | 9900 |
|               | 1975   | 2017 | 2019 | 2021 | 2022 | 2023 |